# 애드 (프로게이머)
애드(본명: 강건모, 1998년 10월 17일 ~ )는 대한민국의 리그 오브 레전드 프로게이머로 포지션은 탑 라이너, 아이디는 ADD를 사용하고 있다.

## 선수 생활
2016시즌을 앞두고 MVP에 입단하면서 커리어를 시작했다. 2016 스프링 시즌 챌린저스에서 좋은 모습을 보여주면서 팀의 챔피언스 승격에 기여했다. 서머 시즌에서는 좋은 모습을 보이면서 활약했다.
2017 스프링 시즌에서도 팀의 주전으로 활동하면서 팀의 포스트시즌 진출에 기여했다. 2017 서머 시즌에서는 폼이 떨어진 모습을 보이면서 좋지 못한 모습을 보여주었다.
2018 스프링 시즌 초반에서는 좋지 못한 모습을 이어나갔다. 하지만 이후 조금씩 폼을 회복하는 모습을 보여주었으며 승강전에서도 활약하면서 팀의 챔피언스 잔류에 기여했다. 서머 시즌에서는 좋지 않은 폼을 보여주었다. 2018년 7월에는 기흉이 발발하여 수술을 하기도 했다.
2019시즌을 앞두고 비리비리 게이밍에 입단했다. 스프링 시즌에는 무난한 모습을 보여주었다. 서머 시즌에는 불안한 모습을 보여주기도 했지만 그래도 괜찮은 모습을 여러번 보여주었다. 시즌 종료 이후 서드 팀에 선정되었다.
2020 시즌에는 킹겐과의 주전 경쟁에서 실패하면서 서브 선수로 밀려났다. 2020시즌 종료 후 비리비리를 퇴단했다.
2021 스프링 2라운드를 앞두고 쑤닝 게이밍에 입단했다. 2021년 5월, 쑤닝에서 퇴단했다.
2021년 7월, 팀 Aze에 입단했다. 애드는 팀의 주전으로 활동하면서 서머 시즌 팀의 LLA 승격에 기여했다.
2022시즌을 앞두고 이수루스에 입단했다.

## 소속팀
| # | 팀명            | 소속 기간               | 소속 리그 | 비고 |
| - | --------------- | ----------------------- | --------- | ---- |
| 1 | MVP             | 2015.12.15 ~ 2018.12.03 | CK LCK    |      |
| 2 | 비리비리 게이밍 | 2018.12.03 ~ 2020.11.19 | LPL       |      |
| 3 | 쑤닝 게이밍     | 2021.03.02 ~ 2021.05.25 | LPL       |      |
| 4 | 팀 Aze          | 2021.07.06~2021.11.29   |           |      |
| 5 | 이수루스        | 2021.12.15~             | LLA       |      |

## 수상 내역
- 네네치킨 리그 오브 레전드 챌린저스 코리아 스프링 2016 준우승